# Bob- und Skeleton-Weltmeisterschaften 2021
Die Bob- und Skeleton-Weltmeisterschaften 2021 fanden vom 1. bis 14. Februar 2021 auf der Rennschlitten- und Bobbahn Altenberg in Altenberg statt. Dabei wurden die Weltmeister im Bobsport und im Skeleton ermittelt. Zum ersten Mal wurde auch der Monobob der Damen in die Wettkämpfe aufgenommen, wodurch es in diesem Jahr sieben Entscheidungen gab.

## Vergabe
Der Austragungsort der Weltmeisterschaften wurde von den Delegierten des Internationalen Bob & Skeleton Verbandes, kurz IBSF, im Juni 2017 in Salt Lake City bestimmt. Mit 24 zu 19 Stimmen setzte sich der Mount Van Hoevenberg Olympic Bobsled Run in Lake Placid gegen den Olympia Bob Run in St. Moritz durch. Am 15. September 2020 gab der Weltverband bekannt, dass die Titelwettbewerbe aufgrund der COVID-19-Pandemie von Lake Placid nach Altenberg verlegt werden. Im Gegenzug sollen in Lake Placid die Bob- und Skeleton-Weltmeisterschaften 2025 ausgetragen werden.

## Zeitplan
Die Läufe fanden über 13 Tage statt. Der folgende Plan zeigt die Trainingsläufe in blau und die Medaillenentscheidungen in gelb.
| Sportart | Disziplin  | Disziplin  | 2. Februar | 3. Februar | 4. Februar | 5. Februar | 6. Februar | 7. Februar | 8. Februar | 9. Februar | 10. Februar | 11. Februar | 12. Februar | 13. Februar | 14. Februar |
| -------- | ---------- | ---------- | ---------- | ---------- | ---------- | ---------- | ---------- | ---------- | ---------- | ---------- | ----------- | ----------- | ----------- | ----------- | ----------- |
| Bobsport | Frauen     | Zweierbob  | •          | •          | •          | •          | •          |            |            |            |             |             |             |             |             |
| Bobsport | Frauen     | Monobob    |            |            |            |            |            |            |            | •          | •           | •           |             | •           | •           |
| Bobsport | Männer     | Zweierbob  | •          | •          | •          |            | •          | •          |            |            |             |             |             |             |             |
| Bobsport | Männer     | Viererbob  |            |            |            |            |            |            |            | •          | •           | •           |             | •           | •           |
| Skeleton | Frauen     | Frauen     |            |            |            |            |            |            | •          | •          | •           | •           | •           |             |             |
| Skeleton | Männer     | Männer     |            |            |            |            |            |            | •          | •          | •           | •           | •           |             |             |
| Skeleton | Mixed-Team | Mixed-Team |            |            |            |            |            |            |            |            |             |             |             | •           |             |

## Medaillenspiegel
| Platz  | Land                      |   |   |   |    |
| ------ | ------------------------- | - | - | - | -- |
| 1      | Deutschland               | 5 | 5 | 5 | 15 |
| 2      | Vereinigte Staaten        | 2 | 0 | 0 | 2  |
| 3      | Bobsportverband Russlands | 0 | 1 | 2 | 3  |
| 4      | Österreich                | 0 | 1 | 0 | 1  |
| Gesamt | Gesamt                    | 7 | 7 | 7 | 21 |

## Medaillengewinner
Mit der für die USA startenden Kanadierin Kaillie Humphries, sowie den deutschen Athleten Francesco Friedrich, Alexander Schüller, Tina Hermann und Christopher Grotheer gab es gleich fünf Sportler die jeweils zwei Goldmedaillen gewannen.
| Sportart | Wettbewerb | Wettbewerb | Gold                                                                          | Gold        | Silber                                                               | Silber      | Bronze                                                                     | Bronze      |
| Sportart | Wettbewerb | Wettbewerb | Sportler                                                                      | Zeit        | Sportler                                                             | Zeit        | Sportler                                                                   | Zeit        |
| -------- | ---------- | ---------- | ----------------------------------------------------------------------------- | ----------- | -------------------------------------------------------------------- | ----------- | -------------------------------------------------------------------------- | ----------- |
| Bobsport | Frauen     | Zweierbob  | Vereinigte StaatenKaillie Humphries Lolo Jones                                | 3:48,26 min | DeutschlandKim Kalicki Ann-Christin Strack                           | 3:48,61 min | DeutschlandLaura Nolte Deborah Levi                                        | 3:49,27 min |
| Bobsport | Frauen     | Monobob    | Kaillie Humphries                                                             | 3:59,62 min | Stephanie Schneider                                                  | 4:00,12 min | Laura Nolte                                                                | 4:00,42 min |
| Bobsport | Männer     | Zweierbob  | DeutschlandFrancesco Friedrich Alexander Schüller                             | 3:39,78 min | DeutschlandJohannes Lochner Eric Franke                              | 3:41,83 min | DeutschlandHans Peter Hannighofer Christian Röder                          | 3:42,01 min |
| Bobsport | Männer     | Viererbob  | DeutschlandFrancesco Friedrich Thorsten Margis Candy Bauer Alexander Schüller | 3:35,02 min | ÖsterreichBenjamin Maier Dănuț Moldovan Markus Sammer Kristian Huber | 3:35,81 min | DeutschlandJohannes Lochner Florian Bauer Christopher Weber Christian Rasp | 3:36,53 min |
| Skeleton | Frauen     | Frauen     | Tina Hermann                                                                  | 3:52,97 min | Jacqueline Lölling                                                   | 3:53,08 min | Jelena Nikitina                                                            | 3:54,65 min |
| Skeleton | Männer     | Männer     | Christopher Grotheer                                                          | 3:46,31 min | Alexander Tretjakow                                                  | 3:46,59 min | Alexander Gassner                                                          | 3:47,51 min |
| Skeleton | Mixed-Team | Mixed-Team | DeutschlandTina Hermann Christopher Grotheer                                  | 1:55,41 min | DeutschlandJacqueline Lölling Alexander Gassner                      | 1:55,55 min | Bobsportverband RusslandsJelena Nikitina Alexander Tretjakow               | 1:55,56 min |